# Ventura García-Sancho Ibarrondo
Ventura García-Sancho e Ibarrondo (Guadalajara, 20 d'abril de 1837 – Madrid, 22 de febrer de 1914) va ser un noble, enginyer i polític, ministre d'Estat d'Espanya durant la regència de Maria Cristina d'Habsburg-Lorena i durant el regnat d'Alfons XIII i alcalde de Madrid. Va ser marquès consort d'Aguilar de Campoo, cavaller de l'Orde de Malta i més tard se li va atorgar el títol de comte de Consuegra.

## Biografia
Nascut a Guadalajara, Mèxic, després de realitzar els seus estudis a París va ingressar en la Unió Liberal, formació política amb la que participaria en les eleccions de 1863 obtenint un escó per la circumscripció de Múrcia. A les eleccions generals espanyoles de 1876 obtindria novament una acta de diputat per Burgos i en 1881 per la de Madrid. Posteriorment, en 1886 passaria al Senat d'Espanya representant Madrid, en 1891 fou nomenat senador vitalici i en 1894 senador per Dret Propi.
Va passar a militar en el Partit Conservador i va ser nomenat, en 1899, alcalde de Madrid, càrrec que va exercir fins que va ser nomenat ministre d'Estat al govern que entre el 18 d'abril i el 23 d'octubre de 1900 va presidir Francisco Silvela.Seguiria exercint la mateixa cartera al següent govern presidit per Azcárraga fins al 6 de març de 1901. Posteriorment, entre el 16 de desembre de 1904 i el 27 de gener de 1905 tornaria a ser ministre d'Estat en un nou govern Azcárraga.
García-Sancho fou també President del Consell d'Estat i Majordom Major i Caballerizo Mayor de S.M la Reina Marua Cristina, entre les seves nombroses distincions, en 1908 el rei Alfons XIII li va atorgar el Collaret de l'Orde de Carles III.